# Ermengarda de Hesbaye
Ermengarda de Hesbaye (sau Irmengarde) (n. cca. 778 – d. 3 octombrie 818) a fost împărăteasă a francilor, ca soție a împăratului Ludovic I "cel Pios".
Ermengarda era fiica lui Ingerman, conte de Hesbaye, cu Hedwiga de Bavaria. Familia ei este cunoscută sub numele de Robertieni.
În 794/795, Ermengarda s-a căsătorit cu Ludovic cel Pios, pe atunci rege de Aquitania, apoi rege al francilor și împărat.
Ea a avut șase copii:
- Lothar, n. 795 în Altdorf, Bavaria, ulterior împărat
- Pepin I de Aquitania, n. 797, ulterior rege al Aquitaniei
- Adelaida, n. cca. 799
  - Posibilă soție a lui Robert cel Puternic și posibilă mamă a contelui Eudes de Paris și a regelui Robert I al Franței.
- Rotrude, n. 800
- Hildegard sau Matilda, n. cca. 802
  - Soție a contelui Gerard de Auvergne, posibilă mamă a lui Ranulf I de Poitiers.
- Ludovic, n cca. 805, ulterior rege al Franciei Răsăritene

Ermengarda a murit la Angers, în 818. La câțiva ani după moartea ei, Ludovic Piosul s-a recăsătorit cu Judith de Bavaria.